# Drosophila caribiana
Drosophila caribiana är en tvåvingeart som beskrevs av Heed 1962. Drosophila caribiana ingår i släktet Drosophila och familjen daggflugor.
Artens utbredningsområde är Västindien.